# Solo sé que no sé nada
«Solo sé que no sé nada» (en griego antiguo: ἓν οἶδα ὅτι οὐδὲν οἶδα, hèn oîda hóti oudèn oîda; en latín: scio me nihil scire o scio me nescire) es un conocido dicho que deriva de lo relatado por el filósofo griego Platón sobre Sócrates. Asimismo está relacionado con una respuesta oracular de la pitonisa de Delfos, que a la pregunta realizada por Querefonte sobre si había alguien más sabio que Sócrates, respondió que nadie era más sabio. Se asocia esta frase al concepto de la "Docta Ignorantia" del filósofo alemán Nicolás de Cusa.

## En Platón
En la Apología de Sócrates, de Platón, se cuenta que:

[…]ἀλλʼ οὗτος μὲν οἴεταί τι εἰδέναι οὐκ εἰδώς, ἐγὼ δέ, ὥσπερ οὖν οὐκ οἶδα, οὐδὲ οἴομαι·
Este hombre, por una parte, cree que sabe algo, mientras que no sabe [nada]. Por otra parte, yo, que igualmente no sé [nada], tampoco creo [saber algo].

La imprecisión de parafrasear este fragmento como «solo sé que no sé nada
» radica en que el autor no está diciendo que no sabe nada, sino que hace ver que no se puede saber algo con absoluta certeza, incluso en los casos en los que uno cree estar seguro.
Sócrates vuelve a tratar este tema en el diálogo platónico Menón, cuando dice:

καὶ νῦν περὶ ἀρετῆς ὃ ἔστιν ἐγὼ μὲν οὐκ οἶδα, σὺ μέντοι ἴσως πρότερον μὲν ᾔδησθα πρὶν ἐμοῦ ἅψασθαι, νῦν μέντοι ὅμοιος εἶ οὐκ εἰδότι.
—y ahora no sé qué es la virtud; tú quizás lo sabías antes de hablar conmigo, pero ahora eres ciertamente igual a uno que no sabe.

Aquí, Sócrates pretende cambiar el punto de vista de Menón, que creía firmemente en su propia opinión, pero cuya pretensión de saber ha desaprobado Sócrates.
También en el Teeteto se encuentra una expresión similar:

ἐγὼ δὲ οὐδὲν ἐπίσταμαι πλέον πλὴν βραχέος, ὅσον λόγον παρ’ σοϕοῦ λαβεῖν καὶ ἀποδέξασθαι μετρίως
"Yo no sé nada más que algo bien insignificante: simplemente recibir el argumento de un sabio y tratarlo en su justa medida"